# Johannes von Kries
Johannes von Kries, född den 6 oktober 1853 i Koggenhausen (Westpreussen), död den 30 december 1928 i Freiburg im Breisgau, var en tysk fysiolog.
von Kries blev 1875 medicine doktor, 1880 docent i Leipzig och samma år professor i fysiologi i Freiburg im Breisgau. Han bearbetade huvudsakligen sådana delar av fysiologin, som står i ett nära samband med fysiken, såsom den allmänna muskelfysiologin, läran om pulsen samt framför allt läran om färgerna. 
På sistnämnda område utgav han ett stort antal arbeten, bland annat den monografiska framställningen i Nagels "Handbuch der Physiologie des Menschen" (1904) samt ett antal specialundersökningar, publicerade dels i "Archiv für Physiologie", dels i "Zeitschrift für Psychologie und Physiologie der Sinnesorgane". 
Även till kunskapsteorin sträckte von Kries sin forskning och utgav inom densamma Die Principien der Wahrscheinlichkeitsrechnung. Eine logische Untersuchung (1886).